# غرماج
غُرْمَاجُ هي بلدية تقع في مقاطعة شورية، في منطقة قشتالة وليون، في إسبانيا. يبلغ عدد سكانها 27 نسمة وذلك حسب (المعهد الوطني للإحصاء) سنة 2017، وتبلغ مساحتها 15,72 كم²، وترتفع عن سطح البحر 953 متر.

## تطور السكان
في تعداد عام 2010 بلغ عدد سكان البلدية 19 نسمة.